# Jean Dominique Blanqui
Pour les articles homonymes, voir Blanqui.
Jean Dominique Blanqui, né le 23 avril 1757 à Drap (comté de Nice dans les États de Savoie) et mort le 31 mai 1832 à Paris dans l'ancien 8e arrondissement, est un homme politique de la Révolution française. 

## Biographie

### Sous l'Ancien Régime
À l'en croire, il est sous l'Ancien Régime professeur de mathématiques et de physique. D'autres le disent fabricant de cuir ou homme de loi. Quoi qu'il en soit, il possède un lopin de terre dans le comté de Nice.

### Sous la Révolution
Le 31 janvier 1793, la Convention nationale décrète le rattachement du comté de Nice à la France. Le 4 février, elle décrète la création du département des Alpes-Maritimes. Le 23 mai, les trois députés des Alpes-Maritimes (Joseph Dabray, Blanqui et Ruffin Massa) sont admis à siéger à la Convention.   
Blanqui siège sur les bancs de la Gironde. En mai 1793, il vote en faveur du rétablissement de la Commission des Douze. En octobre, sur motion de Jean-Pierre-André Amar, membre du Comité de Sûreté générale, Blanqui est décrété d'arrestation pour avoir signé la protestation contre les journées du 31 mai et du 2 juin 1793. Le 25 brumaire an II (le 15 novembre 1793), alors qu'il est incarcéré à la prison de la Force, il écrit une lettre à Maximilien de Robespierre, lequel s'était opposé au déferrement des protestataires devant le tribunal révolutionnaire, dans laquelle il « l'appelle à sa défense » et affirme avoir été victime d'un « piège tendu à sa bonne foi ». Le 18 frimaire an III (8 décembre 1794), lui et les autres signataires sont libérés et réintégrés à leur poste de député. Au terme de sa détention, Blanqui fait paraître un témoignage, L'agonie de dix mois . 
En germinal an III (avril 1795), il est envoyé en mission dans les départements des Basses-Alpes, des Alpes-Maritimes des Bouches-du-Rhône, du Gard, du Vaucluse et du Var. 
L'historien Marcel Dorigny affirme que durant la période de la Convention thermidorienne, Blanqui est proche de députés comme Jacques-Charles Bailleul, Jean Debry ou Pierre Guyomar, hostiles aux compromis avec les royalistes et au suffrage censitaire.  

### Sous le Directoire
En vendémiaire an IV (octobre 1795), sous le Directoire, Jean-Dominique Blanqui est réélu député des Alpes-Maritimes et siège au Conseil des Cinq-Cents. Il en sort en prairial an V (mai 1797) par tirage au sort.

### Sous le Consulat et le Premier Empire
Sous le Consulat et le Premier Empire, favorable au coup d'État du 18 Brumaire, il est nommé premier sous-préfet de Puget-Théniers le 25 avril 1800 (5 floréal de l'an VIII). Il quitte son poste en juin 1814 à la première abdication. Au retour de Napoléon Ier, il reprend un poste de sous-préfet à Marmande, pendant les Cent-Jours. Après la défaite de Waterloo, il retourne dans le domaine familial d'Aunay-sous-Auneau, en Eure-et-Loir, qu'il trouve occupé par l'état-major d'un régiment de hussards prussiens.

### Sous la Restauration
Le retour des Bourbons empêche cet ancien girondin de retrouver une quelconque fonction publique. Il doit se retirer de la vie politique.
Il meurt à Paris au cours de la deuxième pandémie de choléra de 1832.

## Descendance
Marié avec Augustine Sophie Briere de Brionville, il est le père de :
- Adolphe Blanqui (1798-1854), économiste libéral et député de la Gironde,
- Louis Auguste Blanqui dit l'Enfermé (1805-1881), révolutionnaire républicain socialiste.